# Esta Terra É Minha

Charles Laughton passou seus últimos anos em turnês, nas quais fazia participava de leituras de Don Juan in Hell, de George Bernard Shaw, John Brown's Body, de Stephen Vincent Benét, e trechos selecionados da Bíblia. Morreu em 1962.

This Land Is Mine (bra/prt: Esta Terra É Minha) é um filme estadunidense de 1943, do gênero drama de guerra, dirigido por Jean Renoir e estrelado por Charles Laughton e Maureen O'Hara.
Este é outro filme de propaganda, inserido no esforço de guerra desenvolvido pelo governo dos EUA para motivar a população e prepará-la para os dias difíceis à frente. Sua diferença para outras produções semelhantes é a preocupação com o desenvolvimento dos personagens, vistos não de maneira unidimensional—bons ou maus --, porém como vítimas de uma situação não natural que afetou o mundo como um todo. Ainda assim, o filme pode se mostrar datado aos olhos contemporâneos, como acontece com outros exemplos da mesma época.
O filme foi premiado com um Oscar, na categoria Melhor Mixagem de Som.

## Sinopse
Segunda Guerra Mundial. Em um país não especificado da Europa, invadido pelos nazistas, o professor Albert Lory vive com a mãe. Covarde, ele é motivo de zombaria por parte dos próprios alunos; na verdade, poucos na cidade o respeitam. Ele está apaixonado por Louise Martin, namorada de George Lambert e irmã de Paul, que faz parte do movimento de resistência. Quando Paul é assassinado pelos invasores, a responsabilidade recai indevidamente sobre Albert que, para provar sua inocência, enche-se de insuspeitada coragem.

## Premiações
| Prêmio | Categoria             | Situação |
| ------ | --------------------- | -------- |
| Oscar  | Melhor Mixagem de Som | Vencedor |

## Elenco
| Ator/Atriz       | Personagem                 |
| ---------------- | -------------------------- |
| Charles Laughton | Albert Lory                |
| Maureen O'Hara   | Louise Martin              |
| George Sanders   | George Lambert             |
| Walter Slezak    | Major Erich von Keller     |
| Kent Smith       | Paul Martin                |
| Una O'Connor     | Emma, mãe de Albert        |
| Philip Merivale  | Professor Sorel            |
| Thurston Hall    | Henry Manville, o prefeito |
| George Coulouris | Promotor de justiça        |
| Nancy Gates      | Julie Grant                |
| Ivan Simpson     | Juiz                       |
| John Donat       | Edmund Lorraine            |